# 森山大輔
森山 大輔（もりやま だいすけ、1971年9月11日 - ）は、日本の漫画家、イラストレーター。高知県宿毛市出身。日本電子専門学校卒業。
森山犬の名義でアダルトゲームの原画家として務めた後、ライトノベルの挿絵を経て『月刊コミックドラゴン』（富士見書房・角川書店刊）で『クロノクルセイド』を連載し、一部からは「漫画」と「イラスト」の違いの分かる絵師と評された。
あとがきなどに用いる自画像は、二足歩行で髪の毛のある犬。
『少年マガジンエッジ』（講談社）2017年6月号から「Mourning Bride」を隔月ペースで連載していたが、2019年9月号に「諸般の都合」で連載中止が発表され、発売予定だった単行本第3巻も制作中止が告知された。『エッジ』での連載中止に際しては「編集部に対する信頼関係を再び取り戻す事が出来なかった」と発表されており、著者も「経緯については先方の発表以上でも以下でもないです」「ネガティブな発信はしない信条」と自身のTwitterでコメントしている。 

## 作品リスト

### 漫画
- クロノクルセイド（『月刊コミックドラゴン』、『月刊ドラゴンエイジ』）
- 森山大輔短編集 ここにいる睡蓮（ドラゴンコミックス）
  - ここにいる睡蓮（『月刊コミックドラゴン』）
  - ありす in Cyberland （『月刊電撃コミックガオ!』）
  - マザーズガーディアン（『月刊電撃コミックガオ!』）
- ワールドエンブリオ（『ヤングキングアワーズ』）
- 白虎隊　会津に散った少年たち（『新マンガ日本史』 39号）
- 妄想奇行 Adolescence Avatar（『電撃大王ジェネシス』）
- 森山大輔短編集 魔法医猫といばら姫（電撃コミックスNEXT）
  - 魔法医猫といばら姫（『月刊コミック電撃大王』）
  - 魔法医猫と硝子の靴下（『電撃G'sコミック』）
  - 調律師（『季刊GELATIN』 2009 はる）
  - プラネット・ブルー（『チャンピオンRED』）
- 家族遊欺（『ヤングキング』）
- 君死ニタマフ事ナカレ（『月刊ビッグガンガン』、原作：ヨコオタロウ）
- Mourning Bride（『少年マガジンエッジ』2017年6月号[1] - ）※連載中止（2巻まで）[2]
- 家族遊欺（『ヤングキング』） - シリーズ読み切り
- Fate/Grand Order SABER WARS II 番外編 ジェーン＆イシュタル〜100万光年の流れ星〜（『月刊コミック電撃大王』） - 前後編の読みきり
- Fate/stay night ［Unlimited Blade Works］（『月刊コミック電撃大王』2022年2月号 - ）

### ノベルイラスト
- 友井町バスターズ
- 天高く、雲は流れ
- 機械じかけのマリアン（18禁、森山犬の名義）
- ばにぃはんたぁ零（18禁、森山犬の名義）

### テーブルトークRPGイラスト
- 番長学園!!
- ガープス・リング★ドリーム
- シャドウランがよくわかる本

### ゲーム
- ぷりんせすでんじゃあ（18禁、森山犬の名義）
- 機械じかけのマリアン（18禁、森山犬の名義）
- ばにぃはんたぁ零（18禁、森山犬の名義）
- ありす in Cyberland
- Fate/Grand Order（一部キャラクターデザイン）

### 個人画集
- MINE（18禁、森山犬の名義）
- CHRONICLE

### その他
- ガイナックス公式サイト・トップページイラスト（王立宇宙軍 オネアミスの翼、2008年8月22日掲載）
- 初音ミクソング「ツリバシエフェクター」イラスト（MIKU-Pack02　2013年7月号）
- 公式コミックアンソロジー とある科学の超電磁砲 featuring とある魔術の禁書目録 2（カバーイラスト、2013年9月）